# Mémorial
Het Mémorial is het officiële staatsblad van het Groothertogdom Luxemburg, dat wordt uitgebracht door het agentschap Service central de législation.
In 1842 werd het Mémorial législatif et administratif bij koninklijk-groothertogelijk besluit in het leven geroepen, voor de publicatie van juridische teksten en regelgeving. De wet- en regelgeving treedt in de regel drie volle dagen na publicatie in werking. Tot de Tweede Wereldoorlog was het Mémorial tweetalig Frans-Duits, daarna alleen nog in het Frans. 
In 1961 werd het Mémorial in drie delen gesplitst:
- het Mémorial A (Recueil de législation), dat juridische teksten en regelgeving bevat;
- het Mémorial B (Recueil administratif et économique), dat administratieve teksten, circulaires, mededelingen en andere officiële informatie bevat;
- het Mémorial C (Recueil des sociétés et Associations), waarin bedrijven, verenigingen, stichtingen en non-profitorganisaties hun statuten moesten publiceren. In 2016 werd Mémorial C afgeschaft en vervangen door de Recueil électronique des sociétés et associaties (RESA), die beschikbaar is op de website van het Luxemburgs handelsregister (LBR).

Sinds 1 januari 2017 wordt het Mémorial niet langer in gedrukte vorm gepubliceerd, maar alleen op internet, op legilux.public.lu.